# Mengnuo Zhen
Mengnuo Zhen (kinesiska: 勐糯, 勐糯镇) är en köping i Kina. Den ligger i provinsen Yunnan, i den sydvästra delen av landet, omkring 380 kilometer väster om provinshuvudstaden Kunming. Antalet invånare är 18 627. Befolkningen består av 8 856 kvinnor och 9 771 män. Barn under 15 år utgör 22,0 %, vuxna 15-64 år 72 %, och äldre över 65 år 5,0 %.
Genomsnittlig årsnederbörd är 1 232 millimeter. Den regnigaste månaden är juli, med i genomsnitt 335 mm nederbörd, och den torraste är februari, med 7 mm nederbörd.